# Franz Zunterer
Franz Zunterer (19. srpna 1836 Klatovy – 23. prosince 1886 Praha) byl rakouský a český advokát a politik německé národnosti, v 2. polovině 19. století poslanec Českého zemského sněmu.

## Život
Profesí byl advokátem. Působil v Praze. V roce 1884 se uvádí jako náhradník disciplinární rady advokátní komory v Praze.
V 70. letech 19. století se zapojil do zemské politiky. Ve volbách v roce 1878 byl zvolen na Český zemský sněm za městskou kurii (obvod Falknov – Vildštejn – Hazlov). Stranicky se uvádí jako člen takzvané německé Ústavní strana (liberálně a centralisticky orientovaná formace). Za týž obvod mandát obhájil ve volbách v roce 1883. V katalogu rakouské národní knihovny je uváděn i jako poslanec Říšské rady. Byl zapisovatelem sněmovního klubu německých poslanců. Na sněmu ho v doplňovacích volbách v září 1887 vystřídal Andreas Buberl.
Zemřel v prosinci 1886 po krátké nemoci na chorobu srdce. Podle jiného zdroje trpěl plicní nemocí.